# Dichelomorpha sublineata
Dichelomorpha sublineata är en skalbaggsart som beskrevs av Miyake 1994. Dichelomorpha sublineata ingår i släktet Dichelomorpha och familjen Melolonthidae. Inga underarter finns listade i Catalogue of Life.